# Wahrnehmungsspezifische Sättigung
Wahrnehmungsspezifische Sättigung bezeichnet ein Phänomen, welches das während des Konsums eines bestimmten Nahrungsmittels abnehmende Verlangen nach weiterem Verzehr desselben und das gleichzeitige Wiedererlangen von Appetit bei Wechsel auf ein andersartiges Nahrungsmittel oder einen neuen Geschmack beschreibt.

## Entdeckung
Die Erstbeschreibung erfolgte 1956 durch den französischen Physiologen Jacques Le Magnen, wohingegen der Ausdruck sensory-specific satiety 1981 von Barbara J. Rolls und Edmund T. Rolls geprägt wurde. Hierbei wird versucht, die Rolle von physischen Reizen in der Appetitanregung und im Besonderen die Bedeutung des Geschmacks als wichtigen Einfluss auf das Hungergefühl zu beschreiben. Neben konditionierter Sättigung und Alliästhesie ist die wahrnehmungsspezifische Sättigung einer der drei Hauptmechanismen der Sättigung.

## Prinzip

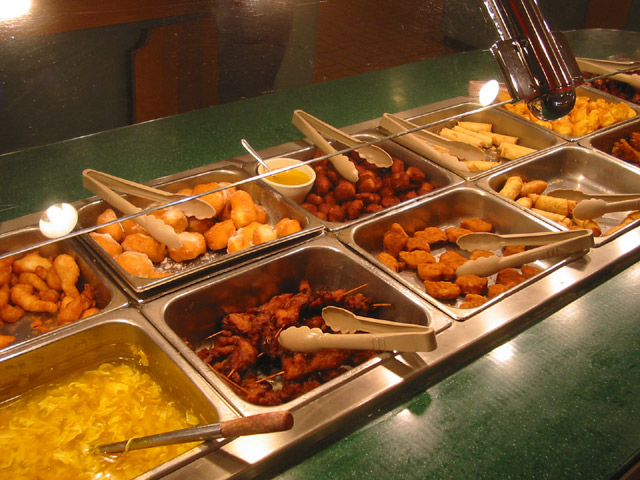
An einem Buffet essen Gäste insgesamt eher größere Mengen als wenn sie stattdessen nur ein einzelnes Gericht bestellen würden.

Veranschaulicht wird das Phänomen an einem Buffet. Wenn Personen dort eine größere Auswahl an Gerichten und Geschmäckern präsentiert bekommen, so steigt die Wahrscheinlichkeit, dass sie insgesamt größere Mengen an Nahrung zu sich nehmen, da durch die Präsentation stets neuer Sinnesreize der Appetit erneuert wird. In einer Studie von Rolls und van Duijvenvoorde von 1984 wurde ein Buffet simuliert und Probanden bekamen 4 Mahlzeiten bestehend aus Würstchen, Brot mit Butter, Schokoladendesserts und Bananen vorgesetzt. Danach wurden den Probanden 4 Gänge von jeweils einem dieser Nahrungsmittel gereicht. In den Ergebnissen konnte beobachtet werden, dass die Probanden etwa 44 % mehr Nahrung zu sich nahmen, wenn sie die aus einer Reihe unterschiedlicher Lebensmittel bestehenden Mahlzeiten bekamen.
Faktoren, die nach der Nahrungsaufnahme Einfluss auf das Sättigungsgefühl nehmen (sogenannte postingestive Faktoren), wie etwa Energiedichte und Nahrungsmittelzusammensetzung konnten die Schmackhaftigkeit der Mahlzeiten beeinflussen und in weiterer Folge die wahrnehmungsspezifische Sättigung fördern oder unterdrücken. Die Studien von Birch und Deysher (1986) sowie Barbara J. Rolls wurden von Raynor und Epstein in einem Paper zusammengefasst und zeigten, dass die postingestiven Faktoren keinen allzu großen Einfluss auf die wahrnehmungsspezifische Sättigung hatten. Daraus wurde geschlossen, dass diese Art der Sättigung eher durch externe Faktoren, wie etwa die Beschaffenheit des Essens, beeinflusst werde als durch interne Faktoren.

## Adipositas und wahrnehmungsspezifische Sättigung
Mehrere Studien zeigten, dass das Verzehren eintöniger Mahlzeiten (sprich eine eingeschränkte Auswahl unterschiedlicher Nahrungsmittel) in einer längerfristigen wahrnehmungsspezifischen Sättigung resultiert. Durch wiederholte Aufnahme ähnlicher Mahlzeiten kann ein Diätpatient die Gesamtessenszufuhr verringern und somit zum Zwecke des Gewichtsverlusts nutzen. Hingegen kann die wahrnehmungsspezifische Sättigung im Umkehrschluss auch Adipositas erzeugen, da hierdurch auch der Appetit auf eine größere Essensvielfalt geweckt wird.
Je höher der Energiegehalt der Nahrung, desto weniger wahrscheinlich wird die wahrnehmungsspezifische Sättigung aktiviert werden.

## Alter und wahrnehmungsspezifische Sättigung
Wahrnehmungsspezifische Sättigung variiert je nach Alter, da ältere Personen eine verringerte Ausprägung derselben erleben, jedoch tritt sie bei Jugendlichen wiederum vermehrt auf. In einer Studie, die sich mit dem Alter in Bezug auf die Sättigung beschäftigte, wurde angenommen, dass der Grad der Sättigung durch das Alter beeinflusst werde, und zwar im Speziellen durch den graduellen Verlust von Wahrnehmungsfähigkeit im alternden Menschen. Diese Hypothese besagt, dass, bedingt durch die zunehmende sensorische Deprivation und somit den Verlust an angenehmen Esserlebnissen, eine monotonere Ernährungsweise entstehen würde. Jedoch konnte gezeigt werden, dass die sensorische Deprivation keinen allzu großen Einfluss auf die Abnahme der wahrnehmungsspezifischen Sättigung hatte – tatsächlich vermutet man einen unerkannten kognitiven Prozess hinter dieser Abnahme, der vielleicht auch nur auf das generell verminderte Interesse für Veränderung im alten Menschen im Vergleich zum Jugendlichen zurückzuführen ist.